# Ленинский (Яшкинский район)
Ленинский — посёлок сельского типа в Яшкинском районе Кемеровской области России. Административный центр Ленинского сельского поселения. Около 700 жителей (на 2008 год — 547 избирателей).

## География
Расположен в северной части области, на северо-западе района, в 33 км от райцентра, у места впадения реки Малая Иткара в Сосновку, высота над уровнем моря 130 м.

### Уличная сеть
В селе 13 улиц
- Ул. Больничная
- Ул. Братьев Сидельниковых — в честь земляков-яшкинцев, братьев Василия и Пармения, Героев Советского Союза
- Ул. Гагарина
- Ул. Зелёная
- Ул. Леонова
- Ул. Лесная
- Ул. Мира
- Ул. Мирная
- Ул. Новая
- Ул. Советская
- Ул. Сосновая
- Ул. Школьная
- Ул. Юбилейная

### Ближайшие населённые пункты
Верх-Иткара в 4 км на юго-восток, Мелково в 4 км на восток и Пашково в 4 км на северо-восток.

## История
Согласно Закону Кемеровской области от 17 декабря 2004 года № 104-ОЗ «О статусе и границах муниципальных образований» возглавил образованное муниципальное образование «Ленинское сельское поселение»

## Население
| 2010 |
| ---- |
| 706  |

## Инфраструктура
В посёлке действует средняя школа.

## Транспорт
Автодорога 32К-412.